# Bosnië en Herzegovina op het Eurovisiesongfestival 2005
Bosnië en Herzegovina nam deel aan het Eurovisiesongfestival 2005 in Kiev, Oekraïne. Het was de 11de deelname van het land op het Eurovisiesongfestival. De artiest werd gekozen door een nationale finale. BHRT was verantwoordelijk voor de Bosnische bijdrage voor de editie van 2005.

## Selectieprocedure
De artiest voor deze editie werd via een nationale finale gekozen. Deze finale werd gehouden op 6 maart. Er deden 14 liedjes mee. De winnaar werd gekozen door een jury en televoting.
| Volgorde | Lied                                    | Artiest                  | Punten | Plaats |
| -------- | --------------------------------------- | ------------------------ | ------ | ------ |
| 1        | "In This World"                         | Marija Šestić            | 13     | 4de    |
| 2        | "You're Gonna Get What You Deserve"     | Nikita                   | 3      | 10de   |
| 3        | "Groznica me trese zbog tebe"           | Grupa IF                 | 4      | 9de    |
| 4        | "Baš me briga što će mama reći"         | Lea Mijatović            | 2      | 13de   |
| 5        | "Everything She'll Do"                  | Unplugged Plug           | 8      | 6de    |
| 6        | "Čarolija"                              | Jasna Gospić             | 5      | 8ste   |
| 7        | "Dar s neba"                            | Josip Bilac              | 0      | 14de   |
| 8        | "Sometimes I Wish I Were A Child Again" | Tinka Milinović          | 20     | 2de    |
| 9        | "Zovi"                                  | Feminnem                 | 20     | 1ste   |
| 10       | "Ruzice rumena"                         | Mija Martina             | 10     | 5de    |
| 11       | "Jabuka"                                | Igor Vukojević           | 18     | 3de    |
| 12       | "U ocima"                               | Nedim Suta & Maja Nurkić | 3      | 12de   |
| 13       | "Ruza bez trna"                         | Ružica Cavić             | 7      | 7de    |
| 14       | "No More"                               | G.D.H.                   | 3      | 11de   |

## In Kiev
Door het goede resultaat in 2004 mocht men rechtstreeks aantreden in de finale.
In de finale moest Bosnië-Herzegovina optreden als 21ste, net na Rusland en voor Zwitserland.
Op het einde van de puntentelling bleek dat ze op een 14de plaats waren geëindigd met 79 punten.
België en Nederland hadden respectievelijk 0 en 6 punten over voor deze inzending.

### Gekregen punten

#### Finale
| 12 punten     | 10 punten                                                 | 8 punten          | 7 punten             | 6 punten    |
| ------------- | --------------------------------------------------------- | ----------------- | -------------------- | ----------- |
|               | - Kroatië - Oostenrijk - Turkije                          | - Slovenië        | - Noorwegen - Zweden | - Nederland |
| 5 punten      | 4 punten                                                  | 3 punten          | 2 punten             | 1 punt      |
| - Zwitserland | - Denemarken - Servië en Montenegro - Verenigd Koninkrijk | - Noord-Macedonië |                      | - Ierland   |

### Punten gegeven door Bosnië-Herzegovina

#### Halve Finale
Punten gegeven in de halve finale:
| 12 punten | Kroatië         |
| 10 punten | Noord-Macedonië |
| 8 punten  | Slovenië        |
| 7 punten  | Noorwegen       |
| 6 punten  | Moldavië        |
| 5 punten  | Roemenië        |
| 4 punten  | Ierland         |
| 3 punten  | Hongarije       |
| 2 punten  | Zwitserland     |
| 1 punt    | Bulgarije       |

#### Finale
Punten gegeven in de finale:
| 12 punten | Kroatië              |
| 10 punten | Servië en Montenegro |
| 8 punten  | Turkije              |
| 7 punten  | Noord-Macedonië      |
| 6 punten  | Griekenland          |
| 5 punten  | Albanië              |
| 4 punten  | Moldavië             |
| 3 punten  | Noorwegen            |
| 2 punten  | Roemenië             |
| 1 punt    | Hongarije            |